# Karen Aleksanyan
Pour les articles homonymes, voir Aleksanyan.
Karen Aleksanyan, né le 17 juin 1980 à Léninakan en Arménie, est un footballeur international arménien, qui évolue au poste de milieu défensif. 
Il compte 25 sélections en équipe nationale entre 2002 et 2008.

## Biographie

### Carrière de joueur
Karen Aleksanyan dispute 7 matchs en Ligue des champions, et 7 matchs en Ligue Europa.

### Carrière internationale
Karen Aleksanyan compte 25 sélections avec l'équipe d'Arménie entre 2002 et 2008. 
Il est convoqué pour la première fois par le sélectionneur national Andranik Adamyan pour un match amical contre l'Andorre le 7 juin 2002 (victoire 2-0). Il reçoit sa dernière sélection le 11 octobre 2008 contre la Belgique (défaite 2-0).

## Palmarès
- Avec le Shirak Gyumri
  - Champion d'Arménie en 1999 et 2013.
  - Vainqueur de la Coupe d'Arménie en 2012.
  - Vainqueur de la Supercoupe d'Arménie en 2013.

- Avec le Pyunik Erevan
  - Champion d'Arménie en 2004.
  - Vainqueur de la Coupe d'Arménie en 2004.
  - Vainqueur de la Supercoupe d'Arménie en 2004.

- Avec le Zimbru Chișinău
  - Vainqueur de la Coupe de Moldavie en 2007.